# Мобінг (етологія)

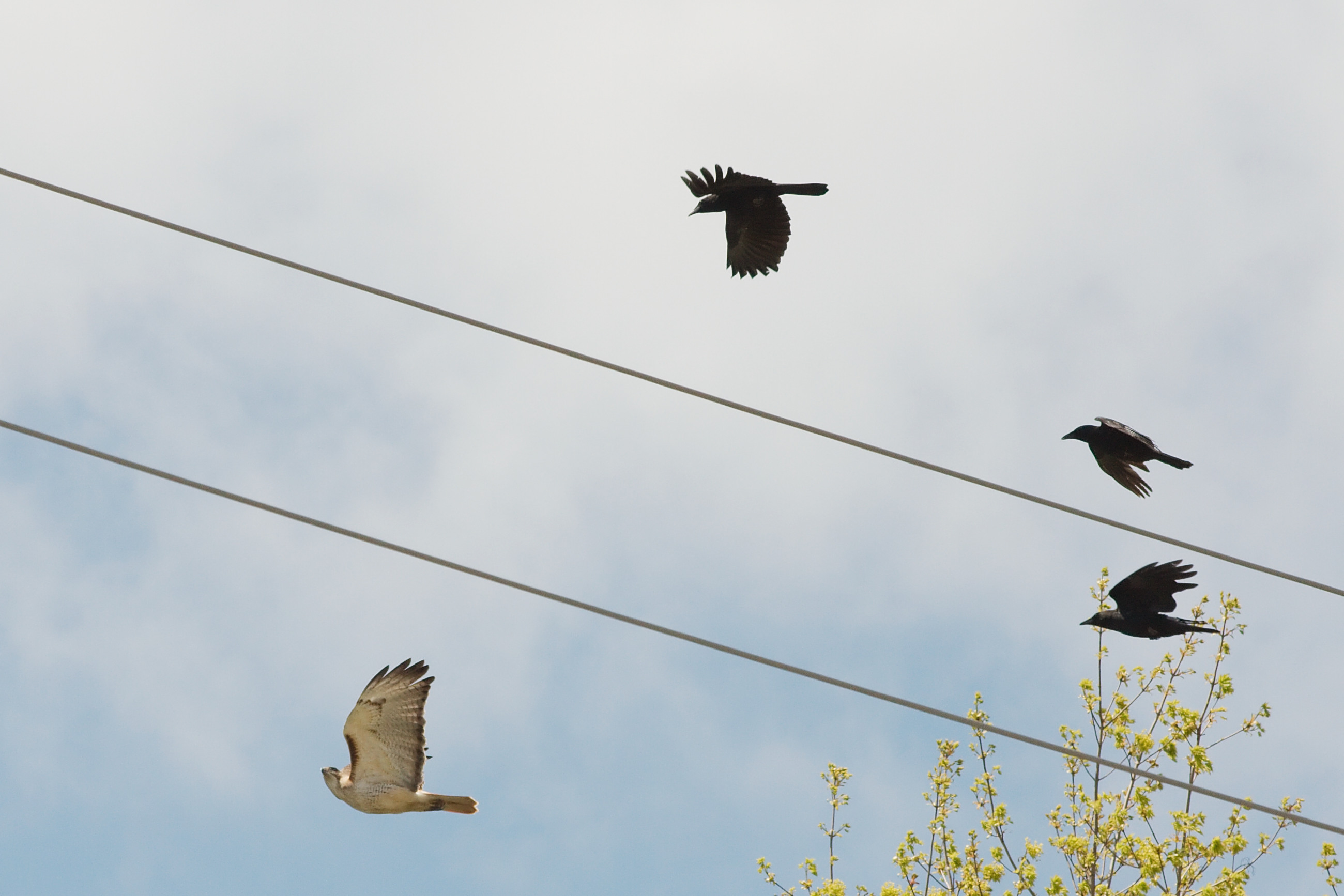
Ворони атакують канюка

Мобінг в тваринному світі (англ. mob — агресивний натовп, банда) — явище, що є захисною поведінкою, яка застосовується для спільного захисту від хижаків, в основному для захисту молодняка. Як правило, моббінг — це спільна атака на потенційно небезпечного хижака. Найчастіше спостерігається у птахів, хоча також відомі приклади моббінга і у інших видів, таких як сурикати, деякі копитні і кити. Помічено, що мобінг еволюційно розвивався у тих видів, потомство яких часто піддається атакам хижаків. Мобінг може доповнювати інші адаптаційні механізми, такі як захисне забарвлення тощо.
Конрад Лоренц у своїй книзі «Про агресію» (1966) приписував моббінг серед птахів і тварин інстинктам, що кореняться в дарвінівській боротьбі за виживання. На його думку, люди схильні до подібних вроджених імпульсів, але здатні поставити їх під раціональний контроль (див. Мобінг) .

## Птахи

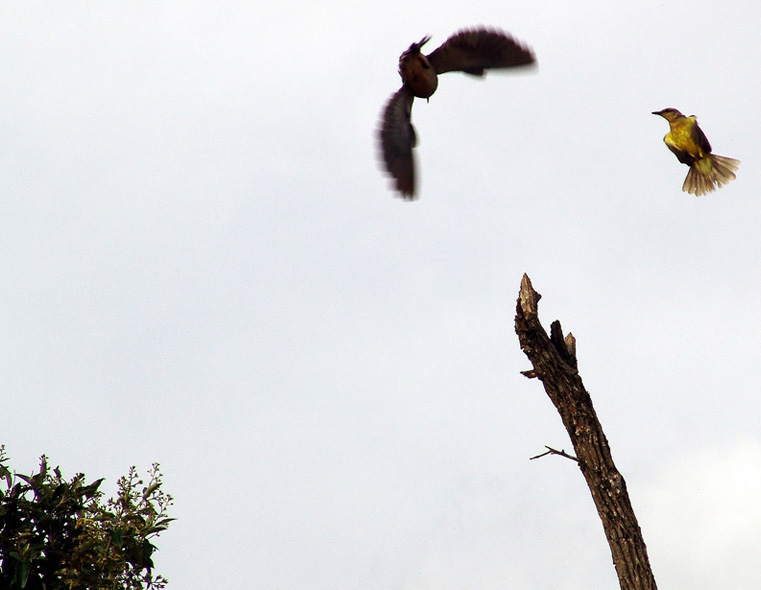
Велика Пітанга (праворуч) відганяє яструба

Моббінг часто зустрічається у тих видів птахів, які розмножуються в колоніях, наприклад, у чайок . У Північній Америці моббінг спостерігається у таких птахів, як пересмішники, ворони, сойки, синиці, крячки, чорні дрозди і канадські повзики  . Поведінка включає в себе політ навколо порушника, гучні крики і випорожнення . Моббінг також може використовуватися для боротьби за корм, при цьому дрібним птахам вдається відганяти більших птахів і ссавців. Для цього частина птахів відволікають конкурента, а інші швидко крадуть корм. Птахи-сміттярі, такі як чайки, часто використовують такий прийом, щоб красти їжу у людей. Зграя птахів може відігнати навіть велика тварина або людини. Так, озерні чайки агресивно атакують представників більших видів птахів, таких як ворони-стерв'ятники .

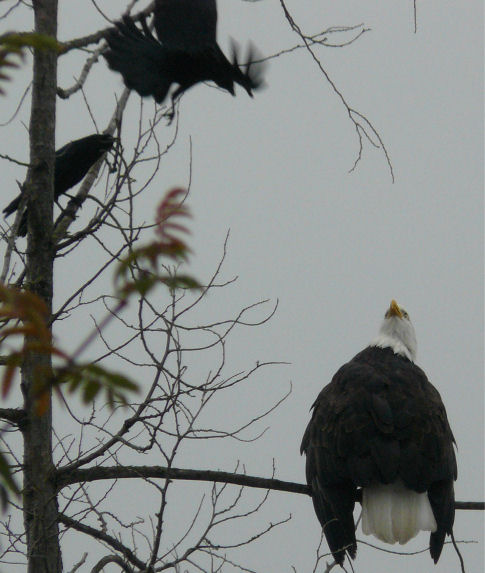
Ворони приготувалися до атаки білоголового орлана

Крім відгону хижака, моббінг застосовується для того, щоб привернути увагу до хижака, унеможливлюючи раптову атаку останнього. Моббінг грає вирішальну роль в ідентифікації хижаків і навчанні ідентифікації хижаків. Реінтродукція часто буває невдалою через те, що на новому місці у популяції відсутні знання про те, як ідентифікувати місцевих хижаків.
Моббінг становить небезпеку навіть для сплячих [дрібних] хижаків, оскільки може залучити більш великих хижаків. Тому нічні хижаки, такі як сови, мають яскраво виражене маскувальне оперення і приховані місця днювань.

## Інші тварини

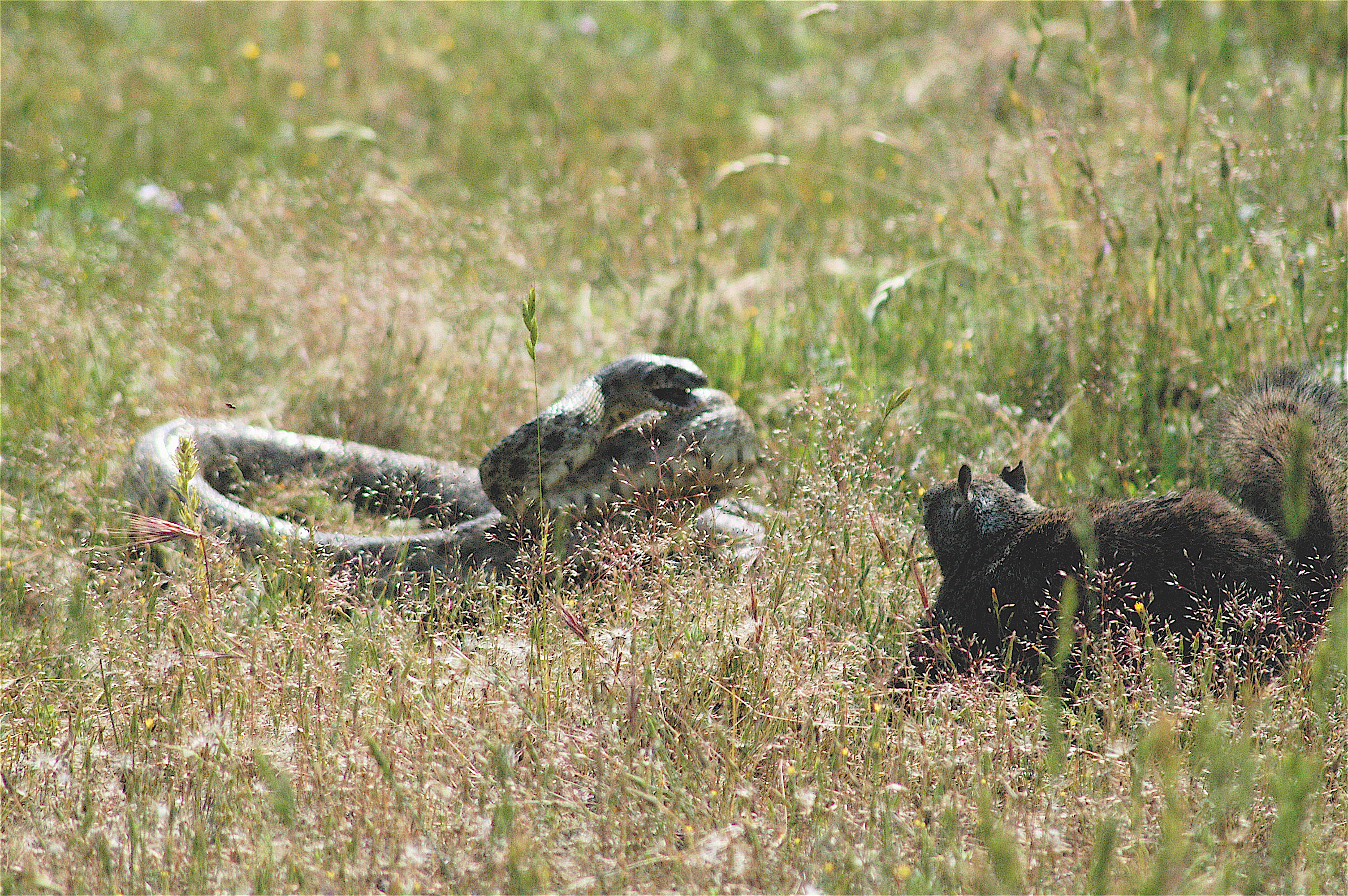
Поява групової поведінки в різних таксонах, включаючи каліфорнійських ховрахів, підтверджує теорію конвергентної еволюції

Спільні дії, крім мартинів і інших птахів, спостерігаються також у інших видів тварин. Це підтверджує теорію конвергентної еволюції, яка стверджує, що через східний тиск відбору різні види можуть виробляти подібне пристосувальне поводження. Так, моббфнг, як засіб захисту від хижаків, спостерігається у деяких видів ссавців . Одним із прикладів є каліфорнійський ховрах, який відволікає хижаків, таких як гримуча змія і соснові змії, від пошуку входу в нору, кидаючи їм пісок в морду, що порушує роботу органів почуттів у цих хижаків.
Моббінг практикують також деякі риби. Наприклад, сонячний окунь синьозябровий іноді нападає на кайманових черепах. Також відомо, що горбаті кити застосовують моббінг проти косаток, навіть коли останні нападають на інші види китів, тюленів, морських левів і рибу.

## Еволюція

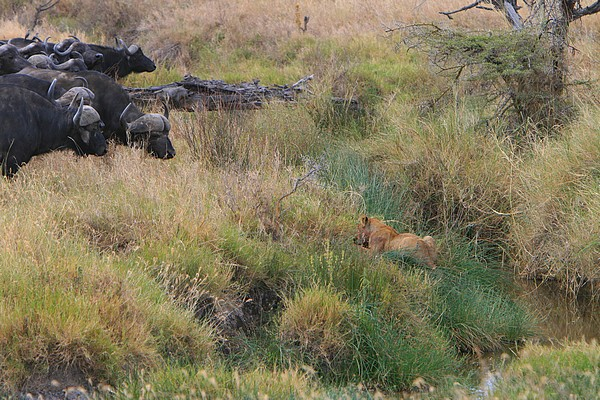
Стадо африканських буйволів застосовує груповий захист проти лева

Еволюція моббінга може бути пояснена за допомогою еволюційно стійких стратегій, які в свою чергу засновані на теорії ігор .
Моббінг включає в себе ризики (витрати) для особини і вигоди (прибуток) як для даної особини, так і для і інших.
Співпрацюючи, щоб успішно відігнати хижаків, всі залучені особини збільшують свої шанси на виживання і розмноження. У окремої особини мало шансів проти більшого хижака, але коли задіяна велика група, ризик для кожного члена групи зменшується. Це так званий «ефект розбавлення», запропонований В. Д. Гамільтоном . Він є ще одним способом пояснення співпраці навіть серед егоїстичних особин. Інше трактування переваг нападу великою групою дають закони Ланчестера .
Інша інтерпретація включає використання теорії сигналізації і, можливо, принципу гандикапу . Ідея полягає в тому, що особина, беручи участь в мобінгу, з одного боку, піддає себе ризику, а з іншого — підвищує свій статус, демонструючи свої якості з тією метою, щоб її вибирали потенційні партнери .